# Liste der Kulturdenkmale in An der Schmücke
Die Liste der Kulturdenkmale in An der Schmücke umfasst die als Ensembles, Straßenzüge und Einzeldenkmale erfassten Kulturdenkmale in den Ortsteilen der thüringischen Landgemeinde An der Schmücke.
Die Angaben in der Liste ersetzen nicht die rechtsverbindliche Auskunft der zuständigen Denkmalschutzbehörde.

## Legende
- Bild: zeigt ein Bild des Kulturdenkmals und gegebenenfalls einen Link zu weiteren Fotos des Kulturdenkmals im Medienarchiv Wikimedia Commons
- Bezeichnung: Name, Bezeichnung oder die Art des Kulturdenkmals
- Lage: Wenn vorhanden Straßenname und Hausnummer des Kulturdenkmals; Grundsortierung der Liste erfolgt nach dieser Adresse. Der Link Karte führt zu verschiedenen Kartendarstellungen und nennt die Koordinaten des Kulturdenkmals.
 Kartenansicht, um Koordinaten zu setzen – in dieser Kartenansicht sind Kulturdenkmale ohne Koordinaten mit einem roten bzw. orangen Marker dargestellt und können in der Karte gesetzt werden. Kulturdenkmale ohne Bild sind mit einem blauen bzw. roten Marker gekennzeichnet, Kulturdenkmale mit Bild mit einem grünen bzw. orangen Marker.
- Datierung: gibt das Jahr der Fertigstellung beziehungsweise das Datum der Erstnennung oder den Zeitraum der Errichtung an
- Beschreibung: bauliche und geschichtliche Einzelheiten des Kulturdenkmals, vorzugsweise die Denkmaleigenschaften
- ID: Die ID identifiziert das Kulturdenkmal eindeutig. In Thüringen sind aktuell keine IDs veröffentlicht. In der ID-Spalte kann sich auch folgendes Icon  befinden, dies führt zu Angaben zu diesem Kulturdenkmal bei Wikidata.

## Kulturdenkmale nach Ortsteilen

### Bretleben
| Bild                           | Bezeichnung                          | Lage                    | Datierung | Beschreibung                                                     | ID           |
| ------------------------------ | ------------------------------------ | ----------------------- | --------- | ---------------------------------------------------------------- | ------------ |
| weitere Bilder Fotos hochladen | Evangelische Dorfkirche St. Johannes | Kirchstraße (Karte)     | 1897      | Kirche samt künstlerischer Ausstattung, Kirchhof und Einfriedung | 365.220.1225 |
| Fotos hochladen                | Pfarrhaus                            | Kirchstraße 136 (Karte) |           | Pfarrhaus mit Hoftor und Einfriedung, Flurstück 1-11             | 365.220.1226 |
| BW                             | Gutshaus                             | Schulstraße 39 (Karte)  |           | Flurstück 6-6/13                                                 | 365.220.1127 |

### Gorsleben
| Bild                           | Bezeichnung                        | Lage                     | Datierung | Beschreibung | ID           |
| ------------------------------ | ---------------------------------- | ------------------------ | --------- | --- | ------------ |
| BW                             | Denkmalensemble „Dorfstraße“       | Dorfstraße 4–10 (Karte)  |           | Dorfstraße 4, 4a, 5, 6, 7, 8, 9, 10                                                                                            | 365.220.1600 |
| weitere Bilder Fotos hochladen | Evangelische Kirche St. Bonifatius | Dorfstraße (Karte)       |           | Kirche samt künstlerischer Ausstattung, Kirchhof, Sonnenuhr und Einfriedung, auch Bestandteil des Denkmalensemble „Dorfstraße“ | 365.220.1596 |
| BW                             | Wohnhaus                           | Backsgasse 39 (Karte)    |           | Wohnhaus, Flurstück 6-574 | 365.220.1595 |
| Fotos hochladen                | Roter Hof                          | Hauptstraße 1a (Karte)   |           | ehemaliges Gutshaus „Roter Hof“                                                                                                | 365.220.1589 |
| weitere Bilder Fotos hochladen | Schieferhof                        | Dorfstraße 4 (Karte)     |           | Gutshaus „Schieferhof“, auch Bestandteil des Denkmalensemble „Dorfstraße“                                                      | 365.220.1109 |
| Fotos hochladen                |                                    | Dorfstraße 4a (Karte)    |           | auch Bestandteil des Denkmalensemble „Dorfstraße“ bestehend aus Guts- und Inspektorenhaus, 2 Stallungen samt Scheune           | 365.220.1104 |
| BW                             | Scheune                            | Dorfstraße 5 (Karte)     |           | auch Bestandteil des Denkmalensemble „Dorfstraße“                                                                              | 365.220.1599 |
| BW                             | Gehöft                             | Dorfstraße 8 (Karte)     |           | auch Bestandteil des Denkmalensemble „Dorfstraße“ bestehend aus Wohnhaus, Scheune, Stallung, Sonnenuhr und Einfriedung         | 365.220.1594 |
| BW                             | Wohnhaus mit Sonnenuhr             | Dorfstraße 10 (Karte)    |           | auch Bestandteil des Denkmalensemble „Dorfstraße“                                                                              | 365.220.1593 |
| BW                             | Wohnhaus                           | Dorfstraße 42 (Karte)    |           | auch Bestandteil des Denkmalensemble „Dorfstraße“                                                                              | 365.220.1592 |
| BW                             | Sonnenuhr                          | Hanfsack 110 (Karte)     |           | | 365.220.1591 |
| BW                             | Mühlengehöft                       | Hauptstraße 1 (Karte)    |           | | 365.220.1590 |
| weitere Bilder Fotos hochladen | Blauer Hof                         | Reichengasse 18a (Karte) |           | Gutshaus „Blauer Hof“ | 365.220.1597 |
| BW                             | Wohnhaus                           | Wasserplan 61 (Karte)    |           | | 365.220.1598 |

### Hauteroda
| Bild                           | Bezeichnung                     | Lage                      | Datierung | Beschreibung                                                     | ID           |
| ------------------------------ | ------------------------------- | ------------------------- | --------- | ---------------------------------------------------------------- | ------------ |
| weitere Bilder Fotos hochladen | Evangelische Kirche St. Martini | Hauptstraße (Karte)       | 1708      | Kirche samt künstlerischer Ausstattung, Kirchhof und Einfriedung | 365.220.1616 |
| weitere Bilder Fotos hochladen | Windmühle                       | Turmwindmühle (Karte)     |           | Flurstück 2 -2/6                                                 | 365.220.1618 |
| Fotos hochladen                | Pfarrhof mit div. Gebäuden      | Hauptstraße 74/75 (Karte) |           |                                                                  | 365.220.1617 |
| Fotos hochladen                | Denkmalensemble „Hauptstraße“   | Hauptstraße (Karte)       |           | Hauptstraße 1–9, 11–18, 77–81, 83–90                             | 365.220.1621 |

### Heldrungen
| Bild                           | Bezeichnung                     | Lage                       | Datierung | Beschreibung                           | ID           |
| ------------------------------ | ------------------------------- | -------------------------- | --------- | -------------------------------------- | ------------ |
| weitere Bilder Fotos hochladen | Evangelische Kirche St. Wigbert | Kirchstraße (Karte)        |           | Kirche samt künstlerischer Ausstattung | 365.220.1606 |
| weitere Bilder Fotos hochladen | Schloss Wasserburg              | Schloßstraße 14 (Karte)    |           | Festung, Schloss Wasserburg            | 365.220.1112 |
| BW                             | Wohn- und Geschäftshaus         | Hauptstraße 19 (Karte)     |           |                                        | 365.220.1608 |
| weitere Bilder Fotos hochladen | Rathaus                         | Hauptstraße 49/50 (Karte)  |           |                                        | 365.220.1609 |
| BW                             | Wappentafel                     | Hauptstraße 57a (Karte)    |           |                                        | 365.220.1110 |
| Fotos hochladen                | Gutshaus                        | Heidelbergstraße 1 (Karte) |           | Gutshaus „von Bismarck“                | 365.220.1614 |
| BW                             | Wohnhaus                        | Heidelbergstraße 2 (Karte) |           | Wohnhaus                               | 365.220.1615 |
| BW                             | Friedhofsmauer                  | Krumme Straße 14 (Karte)   |           |                                        | 365.220.1611 |
| BW                             | Wohnhaus                        | Lange Straße 51 (Karte)    |           | Wohnhaus                               | 365.220.1610 |
| weitere Bilder Fotos hochladen | selbstst. Kirchgemeinde         | Schloßstraße (Karte)       |           | Golgathakirche, Flurstück 6-6/1        | 365.220.1607 |

### Hemleben
| Bild                           | Bezeichnung                      | Lage                  | Datierung | Beschreibung                                                     | ID           |
| ------------------------------ | -------------------------------- | --------------------- | --------- | ---------------------------------------------------------------- | ------------ |
| weitere Bilder Fotos hochladen | Evangelische Kirche St. Johannes | Hauptstraße 2 (Karte) |           | Kirche samt künstlerischer Ausstattung, Kirchhof und Einfriedung | 365.220.1659 |

### Oldisleben
| Bild                           | Bezeichnung                      | Lage                                  | Datierung | Beschreibung                                                     | ID           |
| ------------------------------ | -------------------------------- | ------------------------------------- | --------- | ---------------------------------------------------------------- | ------------ |
| weitere Bilder Fotos hochladen | Evangelische Kirche St. Johannis | Kirchberg (Karte)                     | 1910      | Kirche samt künstlerischer Ausstattung, Kirchhof und Einfriedung | 365.220.1663 |
| weitere Bilder Fotos hochladen | Zuckerfabrik                     | Esperstedter Straße 9 (Karte)         |           |                                                                  | 365.220.1670 |
| BW                             | Wohnhaus                         | Heldrunger Straße 14 (Karte)          |           | Wohnhaus samt Hoftor                                             | 365.220.1667 |
| BW                             | Wohnhaus                         | Heldrunger Straße 22 (Karte)          |           | Wohnhaus                                                         | 365.220.1668 |
| BW                             | Gehöft                           | Hinzeplatz 3 (Karte)                  |           | Hofanlage, Flurstück 2-97                                        | 365.220.1666 |
| BW                             | ehemalige Försterei              | Hohle 2 (Karte)                       |           | Flurstück 2-144/3                                                | 365.220.1665 |
| BW                             | Klostergutshof                   | Karl-Liebknecht-Straße 16/16a (Karte) |           | ehemaliger Gutshof Kloster                                       | 365.220.1669 |
| BW                             | Wohnhaus                         | Kirchberg 2 (Karte)                   |           | Wohnhaus, Flurstück 1-83/4                                       | 365.220.1664 |

### Sachsenburg
| Bild                                    | Bezeichnung                                                    | Lage                               | Datierung | Beschreibung                                                     | ID           |
| --------------------------------------- | -------------------------------------------------------------- | ---------------------------------- | --------- | ---------------------------------------------------------------- | ------------ |
| weitere Bilder Fotos hochladen          | Evangelische Kirche St. Juliana                                | Zur Glockenbreite (Karte)          |           | Kirche samt künstlerischer Ausstattung, Kirchhof und Einfriedung | 365.220.1671 |
| BW                                      | Glockenturm                                                    | Zur Glockenbreite (Karte)          |           | Flurstück 6-73                                                   | 365.220.1673 |
| BW                                      | ehemaliges Pfarrhaus                                           | Burgstraße 5 (Karte)               |           |                                                                  | 365.220.1674 |
| Direkt Bild zu diesem Denkmal hochladen | Amtshaus                                                       | Hauptstraße 10                     |           | ehemaliges Forstamt, Flurstück 6-154                             | 365.220.1672 |
| weitere Bilder Fotos hochladen          | [[Obere Sachsenburg\|Burgruinen Obere und Untere Sachsenburg]] | Obere + Untere Sachsenburg (Karte) |           | Bodendenkmal der Burgruinen und Burgkirche                       | 365.220.1675 |

## Ehemalige Kulturdenkmale

### Gorsleben
| Bild | Bezeichnung             | Lage                   | Datierung | Beschreibung                               | ID            |
| ---- | ----------------------- | ---------------------- | --------- | ------------------------------------------ | ------------- |
| BW   | Wohn- und Geschäftshaus | Schafgasse 129 (Karte) |           | als Denkmal 2015 gelöscht, Flurstück 6-634 | 365.220.1605  |
| BW   | Gutshaus                | Schulstraße 56 (Karte) |           | als Denkmal 2017 gelöscht, Flurstück 6-583 | 3365.220.1604 |

### Oldisleben
| Bild                                    | Bezeichnung                     | Lage                        | Datierung | Beschreibung                                     | ID |
| --------------------------------------- | ------------------------------- | --------------------------- | --------- | ------------------------------------------------ | -- |
| Direkt Bild zu diesem Denkmal hochladen | Mühlenanlage                    | Karl-Marx-Straße 51         |           | als Denkmalensemble 2007 gelöscht                |    |
| Direkt Bild zu diesem Denkmal hochladen | Wohnhaus                        | Karl-Marx-Straße 8          |           | als Denkmal 2014 gelöscht                        |    |
| Direkt Bild zu diesem Denkmal hochladen | Gehöft                          | Klosterstraße 10            |           | als Denkmal 2011 gelöscht                        |    |
| Direkt Bild zu diesem Denkmal hochladen | Wohnhaus                        | Schulberg 1                 |           | als Denkmal 2014 gelöscht                        |    |
| BW                                      | Denkmalensemble „Sperlingsberg“ | Sperlingsberg 1 – 5 (Karte) |           | als Denkmal 2014 gelöscht                        |    |
| Direkt Bild zu diesem Denkmal hochladen | Wohnhaus                        | Sperlingsberg 4             |           | als Denkmal 2014 gelöscht, Flurstück 1 – 2 / 161 |    |

### Sachsenburg
| Bild                           | Bezeichnung       | Lage                              | Datierung | Beschreibung              | ID |
| ------------------------------ | ----------------- | --------------------------------- | --------- | ------------------------- | -- |
| weitere Bilder Fotos hochladen | Unstrutflutbrücke | an der B 85/86, km 48,920 (Karte) |           | als Denkmal 2017 gelöscht |    |